# Cephalopentandra ecirrhosa
Cephalopentandra es un género monotípico de plantas con flores perteneciente a la familia Cucurbitaceae. Su única especie: Cephalopentandra ecirrhosa, es originaria de África oriental en Kenia.

## Descripción
Es una planta trepadora perennifolia, con rizoma alargado que sobresale por encima del suelo; tallos herbáceos, glabros, en la base  amaderado con fina corteza parecida al papel marrón. Las hojas generalmente subsésiles y ± amplexicaules; hojas elípticas o elíptico-cordadas, glabras, ligeramente apiculadas, de 30-90 mm de largo, y 38-72 mm de ancho, superficialmente a profundamente con 5-7 lóbulos pinnados o pinnado-palmeados; lóbulos contrarios, ampliamente redondeados de 3-30 mm de amplio; hoja se reduce a 3-42 mm entre los lóbulos; pecíolo de 2-5 mm de largo, a veces de hasta 30 mm de largo en las hojas inferiores. Las flores masculinas en 17-25 mm, con pedicelos largos; receptáculo de tubo cilíndrico, ampliamente campanulada anteriormente, 7-10 mm de largo. Flores femeninas en tallos largos; elipsoide ovario, obtuso en los extremos,  densamente pilosa, de 15-19 mm largo, 4-4.5 mm de ancho. Fruta en un  tallo largo, elipsoide, atenuada en los extremos, de color rojo, de 80 mm de largo y 40 mm de diámetro. Semillas 6 × 5 × 2 mm;. Testa verrugosa con pequeñas verrugas redondeadas.

## Taxonomía
Cephalopentandra ecirrhosa fue descrita por (Cogn.) C.Jeffrey y publicado en Kew Bulletin 17: 477. 1964.
Sinonimia
- Cephalopentandra obbiadensis Chiov.
- Coccinia ecirrhosa Cogn.
- Coccinia obbiadensis (Chiov.) Cufod.
- Coccinia quercifolia Hutch. & E.A.Bruce[3]